# World Resources Institute
Le World Resources Institute, ou WRI (Institut des ressources mondiales), est un organisme non lucratif de droit américain à visée de production de connaissances (organisme de recherche de droit privé - think tank) fondée en 1982. Il se consacre à des questions environnementales. Il est en particulier à la source de la méthodologie d’évaluation des émissions de gaz à effet de serre la plus couramment utilisée dans le monde.

## Présentation générale
Cet organisme définit sa mission de la façon suivante : il s’agit de "faire évoluer la société pour qu'elle réponde aux besoins et aux aspirations des générations actuelles et futures" et de promouvoir une société humaine durable, c’est-à-dire préservant l’environnement planétaire dans sa capacité à répondre à ces besoins et aspirations.
Il est composé d'une centaine de scientifiques, d'économistes, d'experts politiques et financiers et d'analystes et a des bureaux dans une dizaine de pays, dont la Chine, le Brésil et les Pays-Bas. Le WRI se donne pour vocation la recherche de moyens pratiques visant à concilier le développement économique et la protection environnementale.
Le WRI étudie les pratiques durables pour les entreprises, l'économie, la finance et la gouvernance, dans le but de préserver  la viabilité des sociétés humaines dans six domaines : l'alimentation, les forêts, l'eau, l'énergie, les villes et le climat. Les rapports phare de l'institut s’appellent les World Resources Reports; chacun traite d'un sujet différent.

### Historique
Il a été fondé par l'avocat James Gustave Speth (en), ancien secrétaire du conseil de la qualité environnementale (en) du président Carter. Le WRI a été à l'avant-garde de la recherche et de la mobilisation de l'opinion publique sur la question du réchauffement climatique et des émissions de gaz à effet de serre. Outre un rapport annuel, il a été commissionné à diverses reprises par des agences onusiennes. En 1990, le PNUD l'avait ainsi chargé d'un rapport qui formera la source d'inspiration du Fonds pour l'environnement mondial. Il fait partie de l'« United States Climate Action Partnership » qui prône l'adoption d'une législation rigoureuse limitant les émissions de gaz à effet de serre aux États-Unis. 

## Méthodes d’action
En tant qu’organisme de recherche et acteur politique, les activités peuvent être conçues comme réparties en quatre pôles :
1. Recherche et production de rapports: Le WRI effectue des recherches approfondies sur des questions environnementales et de développement durable, telles que la gestion de l'eau, la gestion des forêts, la lutte contre le changement climatique, la mobilité durable et bien d'autres domaines. Ils produisent des rapports, des analyses et des données pour éclairer les décisions politiques et les actions.
2. Développement de Politiques : Le WRI travaille avec des gouvernements, des entreprises et d'autres parties prenantes pour élaborer des politiques et des stratégies visant à promouvoir le développement durable. Ils fournissent des conseils basés sur des preuves pour aider à orienter les décisions politiques.
3. Promotion de Solutions Durables : L'organisation promeut des solutions concrètes pour des problèmes environnementaux majeurs, tels que la transition vers des énergies propres, la gestion durable des ressources naturelles et la préservation de la biodiversité.
4. Formation et Sensibilisation : Le WRI joue un rôle actif dans la formation et la sensibilisation en organisant des ateliers, des conférences et d'autres activités pour partager des connaissances et mobiliser les parties prenantes sur des questions environnementales.

De septembre 2016 à septembre 2017, le World Resources Institute préside le Partenariat pour un gouvernement ouvert en partenariat avec la France.
Le WRI soutient des projets, comme Global Forest Watch (en) une application web à source ouverte qui permet une surveillance en temps réel des forêts mondiales.

## Financement
En novembre 2020, l’institut reçoit de la Fondation pour le climat créée et financée par Jeff Bezos la somme de 100 millions de dollars, ce qui est supérieur à son budget annuel.